# Хью ле Диспенсер Младший
Хью ле Диспенсер, известный также как Диспенсер Младший (англ. Hugh le Despenser/Despencer the Younger; ок. 1285/1287 — 24 ноября 1326) — 1-й барон ле Диспенсер с 1314, барон Гламорган (по праву жены) с 1317, королевский канцлер с 1318, фаворит короля Англии Эдуарда II, старший сын Хью ле Диспенсера Старшего, 1-го графа Винчестера, и Изабеллы де Бошан, дочери Уильяма де Бошана, 9-го графа Уорика.

## Биография

### Молодые годы
Хью происходил из рода Диспенсеров, выдвинувшегося в XIII веке. Его отец, Хью Старший, способный администратор и дипломат, верно служил королю Эдуарду I.
Точная дата рождения Хью документально не установлена. Современные историки помещают дату рождения между 1285 и 1287 годами.
В мае 1306 года Хью был посвящён в рыцари. В том же году он женился на Элинор де Клер, внучке короля Эдуарда I и сестре графа Глостера и Хартфорда Гилберта де Клера. Одной из причин этого брака было то, что король Эдуард I задолжал Хью Старшему 2000 марок, а посредством этого брака долговое обязательство было улажено. Кроме того, этот брак был наградой Диспенсерам за лояльность.
Благодаря этому браку, Диспенсеры сблизились с принцем Эдуардом, дядей Элеонор, ставшим после смерти Эдуарда I королём под именем Эдуард II, и с фаворитом Эдуарда II, Пирсом Гавестоном, который был женат на сестре Элеонор. Хью Старший был одним из немногих баронов, принявших сторону Эдуарда II во время конфликта вокруг Пирса Гавестона, при этом Хью Младший находился в оппозиции к королю. В итоге Хью Старший стал одним из главных советников короля после казни Гавестона. За ним перешёл на сторону короля и Хью Младший. В 1313 году он сопровождал Эдуарда II в поездке в Понтуаз.
Летом 1314 года в битве при Бэннокберне погиб Гилберт де Клер, не оставивший детей. Наследницами его обширных владений стали три сестры, в том числе и Элеонор, а через неё — Хью Младший, унаследовавший Гламорган и ряд других владений в Уэльсе. Кроме того, 29 июля король даровал Хью баронский титул. Таким образом, за несколько лет Хью прошёл путь от безземельного рыцаря до одного из самых богатых магнатов в королевстве.
Стремясь увеличить своё влияние и богатство и пользуясь благоволением к нему короля, Хью в 1315 году захватил замок Тонбридж, а в 1318 году убил Лливелина Брена — валлийского заложника, переданного ему на попечение.

### Диспенсеры у власти

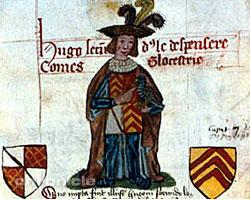
Хью Диспенсер, граф Глостер. Миниатюра начала XVI века

В 1318 году Эдуард II назначил Хью Младшего королевским канцлером. Став придворным, Хью смог добиться привязанности Эдуарда, вытеснив предыдущего фаворита, Роджера д’Амори. Это вызвало тревогу у баронов королевства, поскольку в Хью Младшем они увидели ухудшенную версию Пирса Гавестона и угрозу своему положению.
В наследство его жены входила треть бывших владений Клеров. Однако, желая получить всё наследство, Хью Диспенсер Младший, по сообщению автора «Жизнеописания Эдуарда Второго», «подстроил сонаследникам такие ловушки», что каждый из них мог потерять наследство, и тогда всё графство перешло бы ему. В результате в 1320 году Хью захватил валлийские владения, принадлежавшие Клерам, игнорируя права мужей своячениц. Это вызвало недовольство баронов Валлийской марки, в первую очередь Роджера Мортимера, барона Вигмора, опасавшегося за свои владения.
Французский хронист Жан Фруассар пишет: «Этот сэр Хьюго управлял делами так, что главными хозяевами королевства были его отец и он сам, и у них было честолюбивое намерение превзойти всех остальных великих баронов Англии». К 1321 году Диспенсеры нажили себе множество врагов. В результате в августе 1321 года бароны добились изгнания Хью Старшего и Хью Младшего.
Однако король Эдуард смог использовать разногласия среди баронов, чтобы одолеть оппозицию. И уже в середине января 1322 года Диспенсеры тайно возвратились, после того, как Эдуард II начал военные действия против оппозиции. Официально король утвердил их возвращение 11 февраля. Отец и сын поддержали репрессии, которые начал король после разгрома мятежных баронов. Хью Диспенсер Старший был членом трибунала, осудившего Томаса Ланкастера, лидера баронской оппозиции Эдуарду II, на смерть 20 марта 1322 года. Роджер Мортимер, сдавшийся в плен, был заточён в Лондонский Тауэр.
10 мая 1322 года Хью Диспенсер Старший получил титул графа Винчестера. В результате Диспенсеры обрели неограниченную власть, которую они использовали для увеличения личного богатства. На различные посты они назначали своих сторонников. Этот период истории Англии иногда упоминается как «Тирания». «Когда он увидел, что настолько держит короля Англии в своей власти, что тот ничего не мог возразить против того, что он говорил и делал, тогда он стал причиной того, что многие благородные и другие люди были преданы смерти без закона и суда, но только лишь потому, что он подозревал их в злоумышлениях против себя. Его гордость стала такой нестерпимой, что те бароны, что ещё оставались жить в Англии, уже не могли и не хотели более её терпеть», — пишет про Диспенсера Фруассар.
Хью Младший неоднократно пытался заставить Эдуарда II казнить Роджера Мортимера, однако король медлил. Мортимеру удалось бежать из Тауэра, после чего он отправился во Францию.

### Свержение и казнь

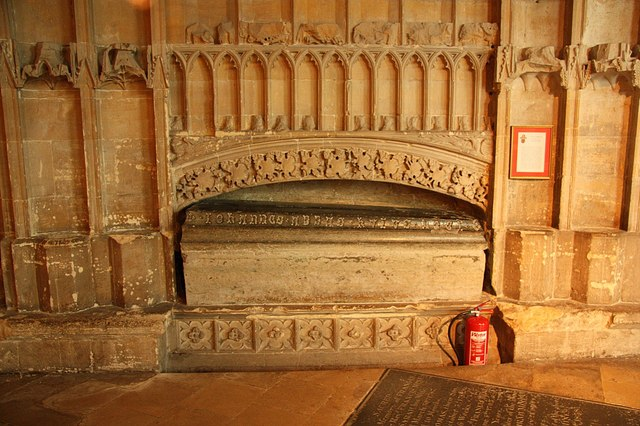
Кенотаф Хью Диспенсер Младшего в аббатстве Тьюксбери

Правление Диспенсеров вызывало недовольство. Сильную неприязнь к ним испытывала и жена Эдуарда II, Изабелла, так как сильно ревновала, считая отношения Эдуарда II и Хью любовными. Весной 1325 года она отправилась во Францию, где королём был её брат Карл IV. Там она встретилась с Роджером Мортимером, который к концу 1325 года стал её любовником. Она отказалась возвращаться в Англию, обвинив Хью Диспенсера Младшего в гомосексуальных связях с королём и заявив, что не вернётся, «пока между ней и её мужем будет стоять третье лицо», имея в виду Хью Диспенсера Младшего. С этого времени она одевалась как вдова, утверждая, что Диспенсер уничтожил её брак с Эдуардом. В одном из посланий королю Изабелла пригрозила вторжением в страну её союзников для свержения фаворита. Несмотря на предпринимаемые Диспенсерами попытки вернуть Изабеллу, возвращаться на их условиях она отказалась. Кроме того, Изабелла вступила в переписку с недовольными Эдуардом и Диспенсерами баронами, готовя вторжение в Англию. Помолвив принца Эдуарда с дочерью графа Эно Вильгельма, она получила возможность нанять наёмников.
Вторжение началось в сентябре 1326 года. На сторону Изабеллы и Мортимера перешли многие английские бароны. Армия Изабеллы 2 октября достигла Оксфорда, где она была «встречена как спасительница». Давний противник Эдуарда, епископ Херефорда Адам Орлетон, выступил в университете с речью о злодеяниях Диспенсеров. В тот же день Эдуард покинул Лондон и направился на запад в сторону Уэльса. Его сопровождал Хью Младший.
Однако далеко убежать им не удалось. 16 ноября король и его фаворит были обнаружены и взяты под стражу около Ллантризанта. Хью Младший был казнён 24 ноября 1326 года в Херефорде при огромном стечении народа. Его повесили как вора, оскопили и четвертовали, после чего отправили части тела в крупнейшие города Англии. 27 октября того же года в Бристоле был казнён его отец, Хью Диспенсер Старший. Владения Диспенсеров были конфискованы, а титул упразднён.
12 лет спустя, в 1338 году, старшему сыну Хью был возвращён титул барона Диспенсера.

## В искусстве
Хью Диспенсер Младший является действующим лицом в серии исторических романов Мориса Дрюона «Проклятые короли». Хью под именем Спенсер Младший является одним из героев пьесы Кристофера Марло «Эдуард II».
Образ Хью Диспенсера Младшего также показан в нескольких экранизациях:
- «Проклятые короли», сериал 1972 года, экранизация романов Мориса Дрюона. Роль Хью исполнил Жиль Видаль[12].
- «Проклятые короли», сериал 2005 года. Роль Хью исполнил Энди Джиллет[13].
- «Эдуард II», фильм 1991 года, экранизация пьесы Кристофера Марло. Роль Хью исполнил Джон Линч[14].

## Семья

### Брак и дети
Жена: с 1306 (после 14 июня, Вестминстер) Элинор де Клер (ок. 1292 — 30 июня 1337), дочь Гилберта де Клера, 7-го графа Хартфорда и 4-го графа Глостера, и английской принцессы Джоанны Акрской, дочери короля Эдуарда I. Дети:
- Хью (1308 — 8 февраля 1349), 2/4-й барон ле Диспенсер с 1338
- Жильбер (ок. 1309—1381), Диспенсер из Мелтон Моубрей
- Эдвард (ок. 1310 — 30 сентября 1342), рыцарь
- Джон (ок. 1311 — июнь 1336)
- Изабель (ок. 1312—1356); муж: с 1321 (аннулирован в 1344) Ричард Фицалан (ок. 1313 — 24 января 1376), 10-й граф Арундел
- Элинор (ок. 1315—1351), монахиня Семпрингхэмского монастыря
- Джоан (ок. 1317—1384), монахиня аббатства Шефтсбери
- Маргарет (ок. 1319—1337), монахиня Вэттонского монастыря
- Элизабет (ок. 1325 — 13 июля 1389); муж: с 1338 Морис де Беркли (1330 — 8 июня 1368), 4-й барон Беркли